# パリサイ人シモンの家の晩餐 (ヴェロネーゼ、サバウダ美術館)
『パリサイ人シモンの家の晩餐』（パリサイびとシモンのいえのばんさん、伊: La Cena in casa di Simone il fariseo, 英: The Feast in the House of Simon the Pharisee）は、イタリア、ルネサンス期のヴェネツィア派の画家パオロ・ヴェロネーゼが1555年から1556年頃に制作した絵画である。油彩。ヴェロネーゼを代表する作品の1つで、主題は『新約聖書』「ルカによる福音書」7章で言及されている、イエス・キリストがパリサイ人シモンの晩餐に招かれた際の「罪深き女」のエピソードから取られている。この「罪深き女」は一般的にマグダラのマリアと同一視されている。ヴェロネーゼは『カナの婚礼』（Nozze di Cana）や『レヴィ家の饗宴』（Convito in casa di Levi）といった、饗宴の場面を大画面に描いた画家として知られるが、本作品はそうしたヴェロネーゼの多くの饗宴を描いた大キャンバス画の中でも現存する最古の作品として知られる。ヴェローナのサンティ・ナザロ・エ・チェルソ教会のベネディクト会修道院の食堂のために制作された。現在はトリノのサバウダ美術館に所蔵されている。また異なるバージョンがミラノのブレラ美術館、およびフランスのヴェルサイユ宮殿のヘラクレスの間に所蔵されている。

## 主題
「ルカによる福音書」7章には次のようなエピソードが語られている。あるとき、イエス・キリストはパリサイ人のシモンの晩餐に招かれた。すると町に住む1人の罪深い女がイエスの来訪を知り、香油の入った壺を持ってシモンの館を訪れ、 後ろからイエスの足元に近寄り、自らの涙でイエスの足を濡らし、髪の毛でぬぐったのち、足に接吻して香油を塗った。すると、イエスはシモンに向かって1つのたとえ話を話し始めた。「2人の男がある金貸しからそれぞれ500デナリウス、50デナリウスを借りていた。 2人は返済できなかったので、金貸しは2人の借金を帳消しにしてやった。さて、2人のうちどちらがより金貸しを愛するだろうか」。シモンは「帳消しにしてもらった額の多い方でしょう」と答えた。イエスは「そのとおりだ」と言った。さらに「彼女を見なさい。わたしがあなたの家に入ったとき、あなたは足を洗う水をくれなかったが、彼女は涙でわたしの足を洗い、髪の毛で拭いてくれた。あなたはわたしに接吻の挨拶をしなかったが、彼女はわたしの足に接吻してやまなかった。あなたは頭にオリーブ油を塗ってくれなかったが、彼女は足に香油を塗ってくれた。 言っておくが、彼女が多くの罪を赦されたことはわたしに示した愛の大きさで分かる。赦されることの少ない者は愛することも少ない」と言った。そしてイエスは女に「あなたの罪は赦された。あなたの信仰があなたを救ったのだ。安心して行きなさい」と言った。

## 制作経緯

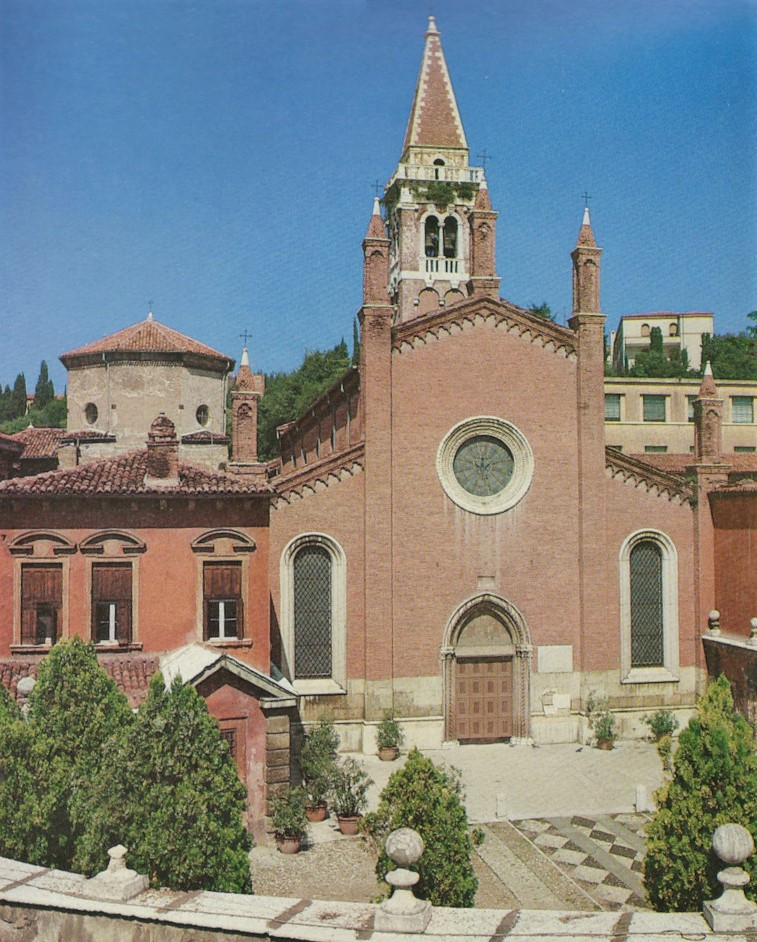
サンティ・ナザロ・エ・チェルソ教会のファサード。

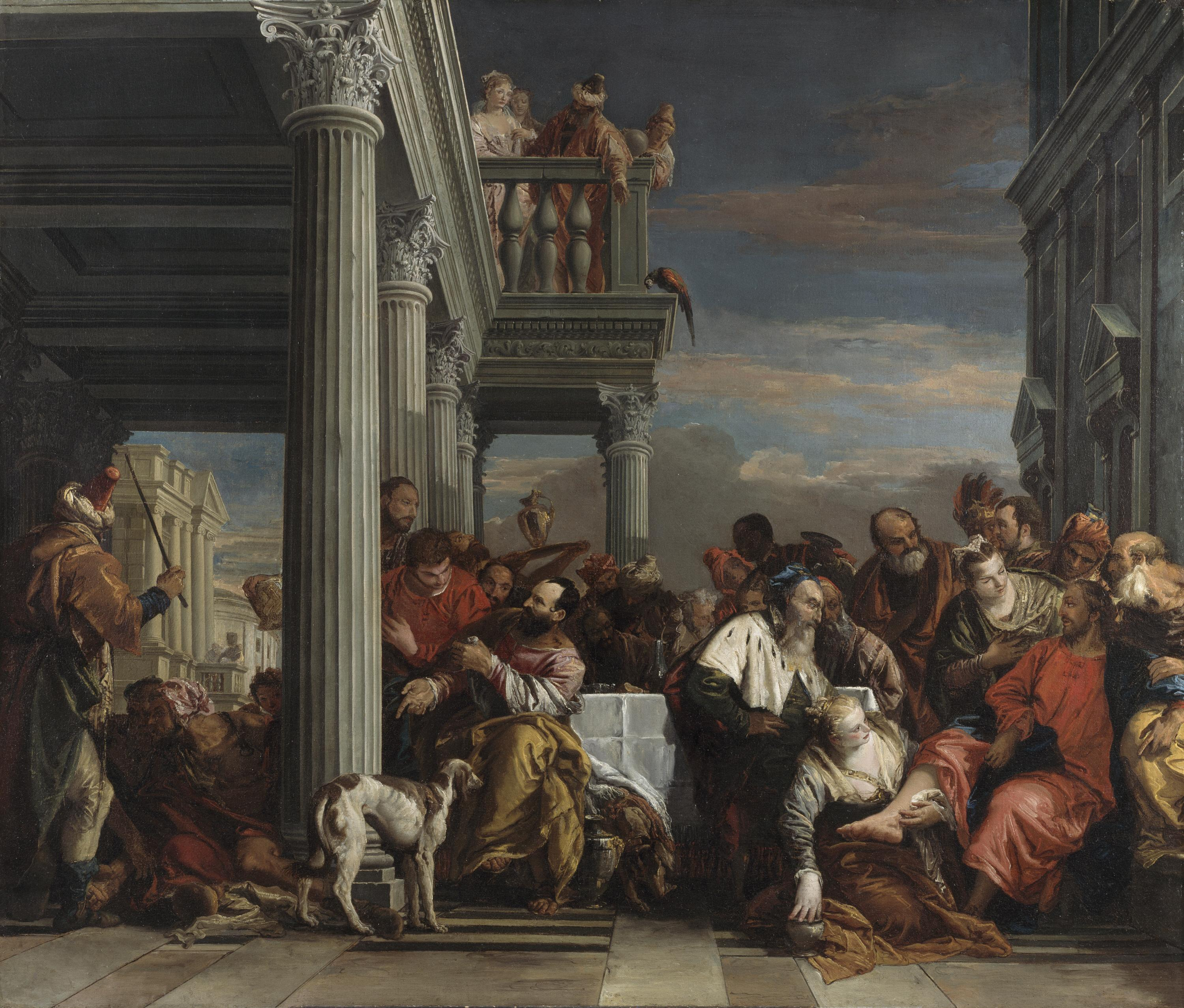
ジョヴァンニ・バッティスタ・ティエポロの模写。1761年頃。アイルランド国立美術館所蔵。

絵画はヴェローナのサンティ・ナザロ・エ・チェルソ教会のベネディクト会修道院の食堂のために制作された。発注者は修道院長のマウロ・ヴェルチェッリ（Mauro Vercelli）である。バロック期の伝記作家カルロ・リドルフィによると、この作品は1560年にヴェロネーゼがヴェローナの両親のもとに帰郷したときに制作された。ただし、1556年1月3日にマウロ・ヴェルチェッリはヴェロネーゼに10クラウンを支払っているため、このときすでに制作を開始していたことが考えられる。そのためリドルフィの証言する制作年代はもう少し早まる可能性がある。

## 作品
ヴェロネーゼはパリサイ人シモンの館で起きたという「ルカによる福音書」の光景を描いている。キリストは画面右端の席に座っており、その足元では罪深き女が床に座りこみ、キリストの右足を抱き寄せている。彼女の右手は床に置かれた香油壺に伸び、洗い終わったキリストの足に香油を塗ろうとしている。しかし聖書の出来事を描いているとしても、その光景はむしろ画家と同時代のヴェネツィアの別荘での豪華な夜会を思わせる。ヴェロネーゼは晩餐に招かれた多くの豪華な衣装を着た客だけでなく、食器、動物を描きこみ、さらに建築学的要素を壮大な遠近法でもって描いている。白いテーブルクロスの下からは1頭の犬が顔を出し、その近くにもう1頭の犬が立っている。画面左にはコリント式の石柱が並び、柱廊式玄関と上階のバルコニーを支えている。バルコニーには下の光景を見つめる人々の姿があり、欄干の外側には1羽のオウムがとまっている。
画面中央で大げさな身振りで描かれている人物はイスカリオテのユダである。この描写は「ヨハネによる福音書」12章で言及されている、マルタの妹マリア（マグダラのマリアと同一視される）がキリストの足に高価な香油を塗る行為に対して、イスカリオテのユダが「なぜ香油を売って貧しい人々に施しをしなかったのか」と反対意見を述べたことに由来している。同主題ではしばしば「ヨハネによる福音書」11章の記述が統合され、怒りをあらわにするイスカリオテのユダの描写が追加された。このとき、イスカリオテのユダはキリストを裏切ろうとしていたと語られており、彼の献身は画面左端背景のファサードしか完成していない建築物と同様に欺瞞的である。
非常に小さな細部ではあるが、指摘する価値のあるものとして、画面左の石柱に打ち込まれた1本の釘を挙げることができる。これは最も手前にある石柱の、中央部分よりも少し上の位置にあり、この釘が原因で石柱にひび割れが生じている。この細部はおそらくヴェロネーゼの出自を仄めかしている。画家の父は石工であったため、ヴェロネーゼは石工を意味するスペザプレダ（Spezapreda）の名で呼ばれた。画面左の石柱の間で籠を持っている召使は画家の自画像と思われる。絵画を発注した修道院長マウロ・ヴェルチェッリは画面右側に描かれている。
絵画は早くもジョルジョ・ヴァザーリによって言及されている。美術史家ロドルフォ・パッルッキーニは、饗宴を描いたヴェロネーゼの作品の中で最も美しいと考えた。
もともと画面は上部の左右隅の角を欠いた六角形の形をしていたが、ある時期に三角形のキャンバスが両隅に追加され、長方形の画面に変更された。実際にジュゼッペ・マリア・ミテッリが制作したエッチングの複製では、上部の角は描かれていない。

## 来歴
絵画は約1世紀の間修道院にとどまったのち、1646年にジェノヴァの名門貴族、スピノーラ家に8,000ドゥカートで売却された。修道院は購入者のジョヴァンニ・フィリッポ・スピノーラ（Giovanni Filippo Spinola）に対して、売却と引き換えに本作品の複製を制作して引き渡すことを要求した。そこでジョヴァンニは画家ダヴィデ・コルテ（Davide Corte）に複製の制作を依頼した。この複製は完成したが、どういうわけか修道院に引き渡されることはなかった。絵画は1698年までにフランチェスコ・マーリア・スピノーラに相続されたが、18世紀には絵画は同じくジェノヴァの名門貴族であるドゥラッツォ家の手に渡り、シャルル・ド・ブロスの案内書にドゥラッツォ・コレクションの絵画として紹介された。ドゥラッツォ家はまた本作品とともにダヴィデ・コルテの複製も入手したようである。その後、絵画は1824年に第6代サルデーニャ王国国王カルロ・フェリーチェ・ディ・サヴォイアによって購入された。購入価格は10万ジェノヴァ・リラであった。絵画はしばらくの間ジェノヴァにあったが、マダーマ宮殿の王立美術館で展示したいと考えた第7代国王カルロ・アルベルト・ディ・サヴォイアは、1837年にジェノヴァ人の反対を押し切って絵画をトリノに運んだ。その際、カルロ・アルベルトはジェノヴァ人を傷つけないよう絵画をダヴィデ・コルテの複製と置き換え、砲兵隊を使って秘密裏に移送した。

## 影響
本作品は後代の画家によって多くの模写が残されている。最も有名なのはバロック期のヴェネツィア派の巨匠ジョヴァンニ・バッティスタ・ティエポロの1761年頃の模写である。これはイタリアの博学者フランチェスコ・アルガロッティの発注により制作されたもので、現在はダブリンのアイルランド国立美術館に所蔵されている。ロココ時代には巨匠ジャン・オノレ・フラゴナールがこの作品を素描している。また幾度か印刷物にもなっており、ジャコモ・バッリ（1667年）やジョバンニ・バティスタ・ヴォルパティ（1772年）のエッチングが有名である。

## ギャラリー
ディテール

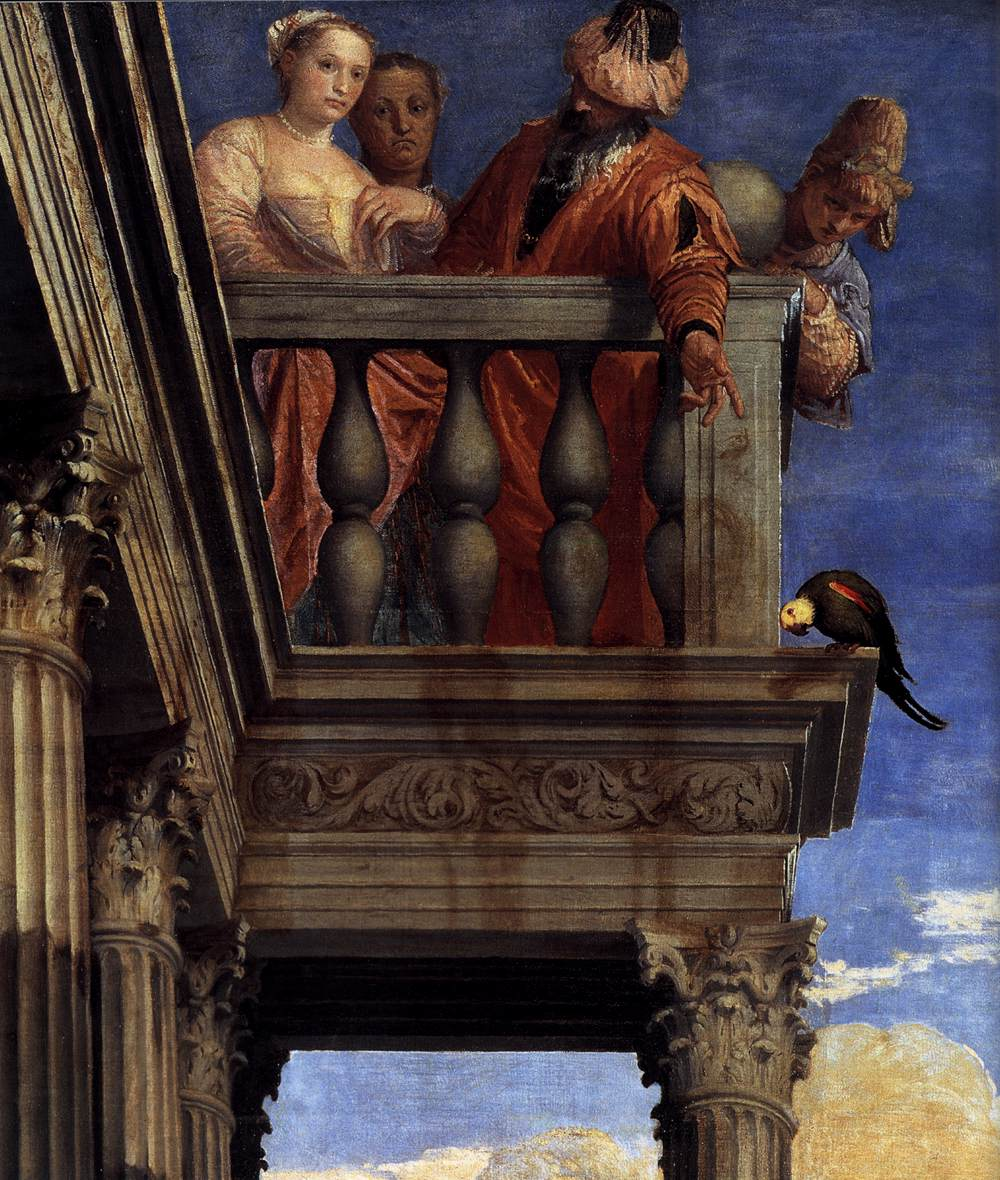
下の光景を見つめるテラスの人々とオウム。
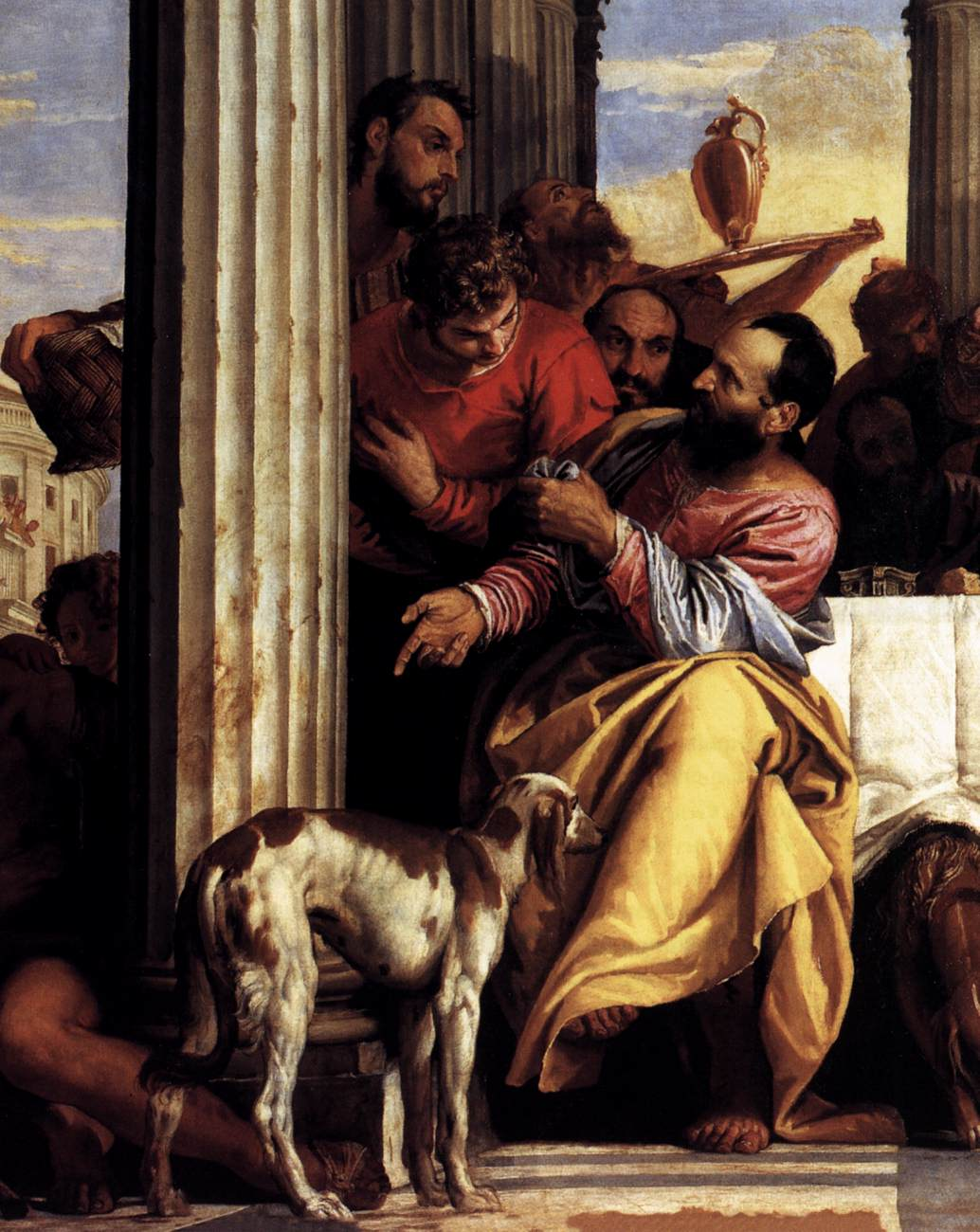
自画像と思われる籠を持った召使と2頭の犬。
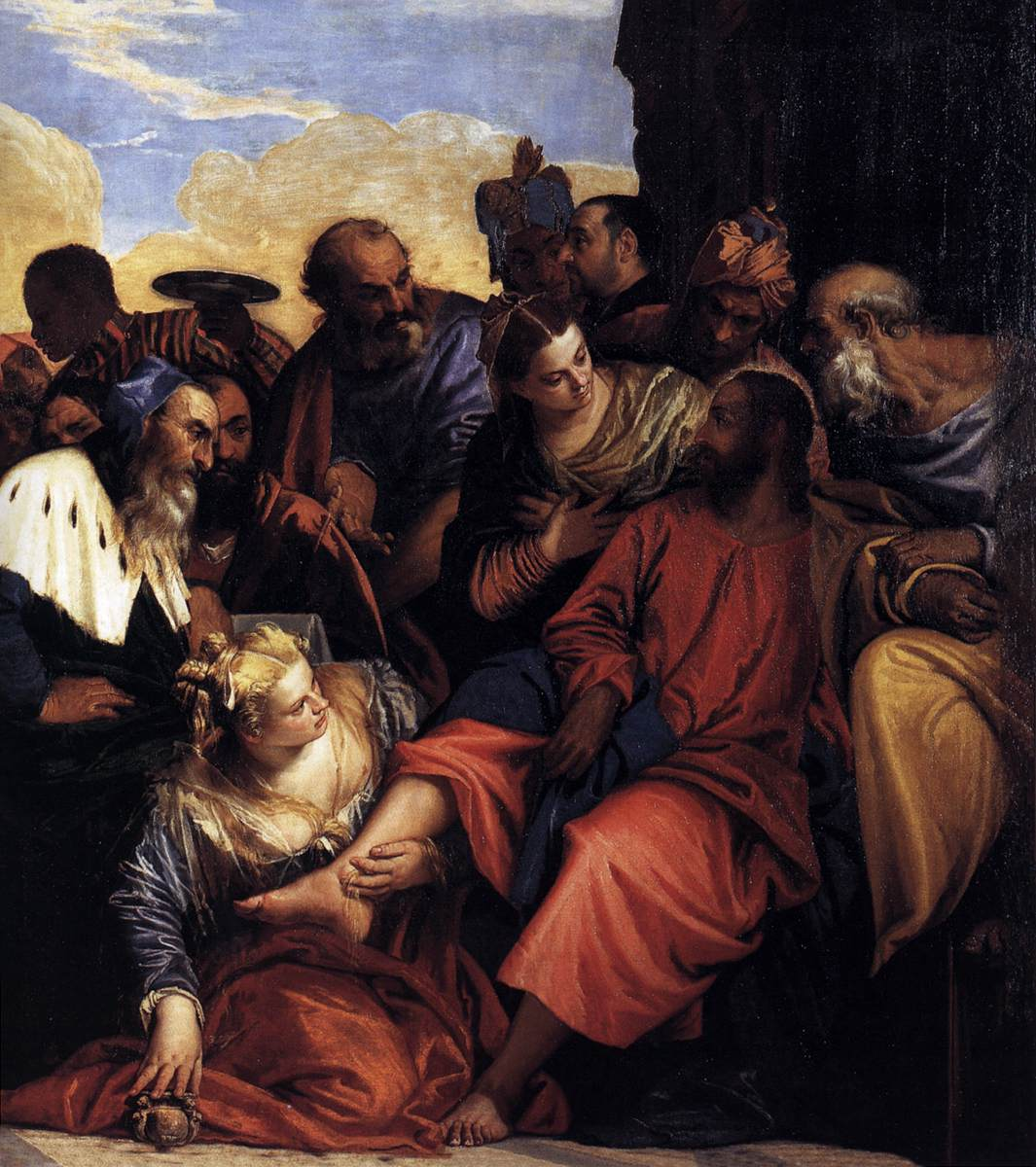
キリストと罪深き女。

ヴェロネーゼの別バージョン

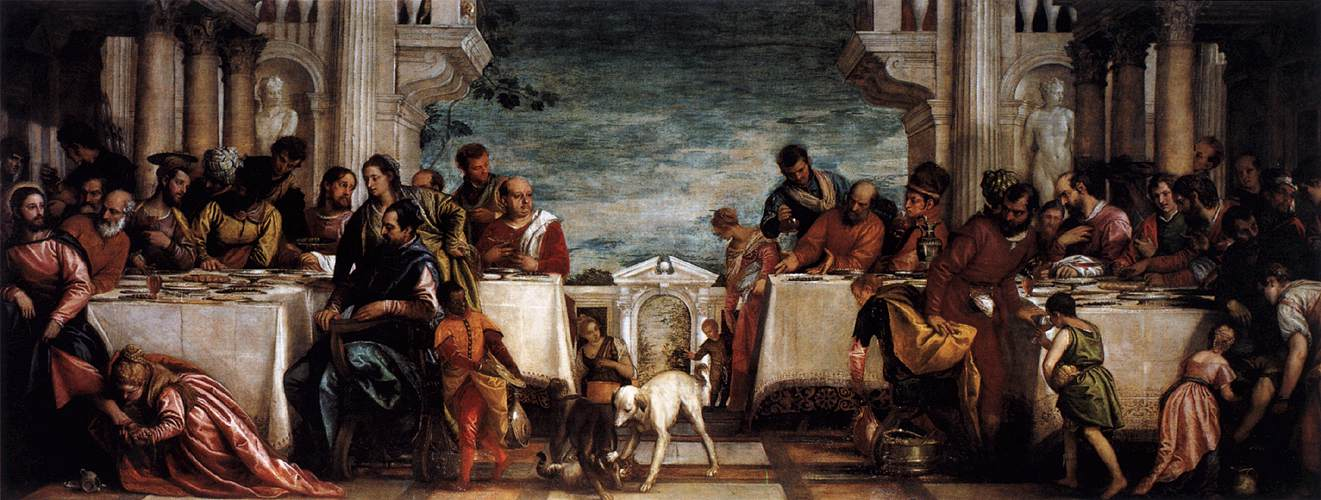
『パリサイ人シモンの家の晩餐』1567年-1570年頃 ブレラ美術館所蔵
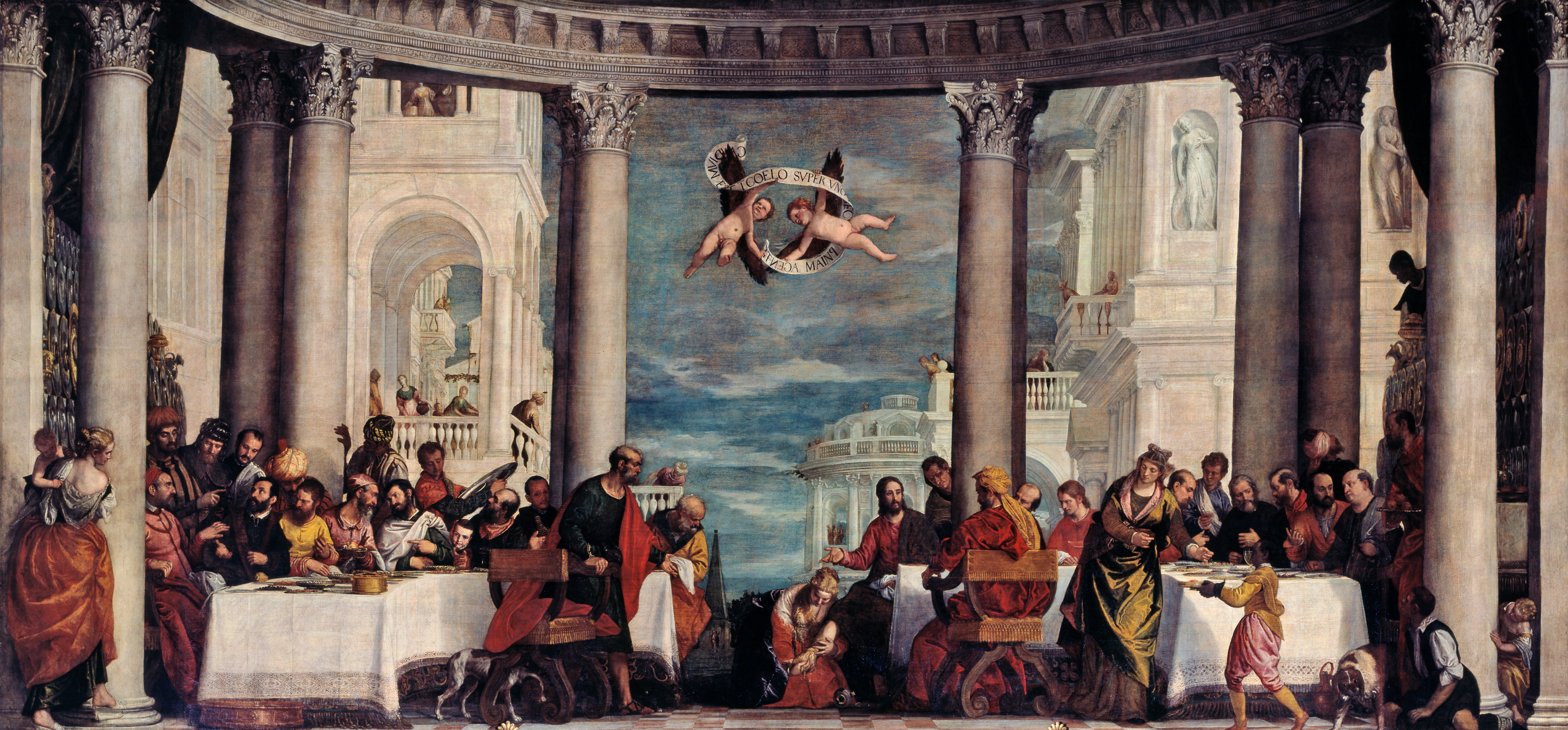
『パリサイ人シモンの家の晩餐』1570年頃 ヴェルサイユ宮殿所蔵